# NGC 6739
NGC 6739 is een lensvormig sterrenstelsel in het sterrenbeeld Pauw. Het hemelobject werd op 7 augustus 1834 ontdekt door de Britse astronoom John Herschel.

## Synoniemen
- ESO 141-28
- A 1903-61
- PGC 62799